# Marvel's Spider-Man
Pour les articles homonymes, voir Spider-Man (homonymie).
Marvel's Spider-Man (ou simplement Spider-Man) est un jeu vidéo d'action développé par Insomniac Games et édité par Sony Interactive Entertainment en collaboration avec Marvel, sorti le 7 septembre 2018 sur la console PlayStation 4 puis sur PlayStation 5 le 12 novembre 2020.
Un portage du jeu sur PC est sorti le 12 août 2022.

## Système de jeu
Marvel's Spider-Man est un jeu d'action en vue à la troisième personne qui se déroule dans un monde ouvert se déroulant à Manhattan, dans une version fictive de New York.
Le système de navigation est l'une des caractéristiques les plus louées du jeu, offrant une fluidité inégalée avec des mécaniques de balancement en toile. En maintenant simplement un bouton, les joueurs peuvent enchaîner des mouvements acrobatiques tout en ajustant la vitesse et la hauteur, rendant chaque traversée unique et immersive. Le monde ouvert est également rempli d'activités annexes comme la résolution de crimes, la collecte d'objets ou la découverte de souvenirs de la carrière de Peter Parker.
Le système de combat se concentre sur la fluidité et la réactivité, combinant des coups de base, des esquives, et l’utilisation des toiles pour désarmer ou immobiliser les ennemis. Spider-Man peut utiliser son "spider-sense" pour anticiper les attaques et répliquer efficacement. De plus, plusieurs gadgets sont disponibles, tels que des bombes de toile ou des toiles électriques, qui peuvent être débloqués et améliorés au fur et à mesure que le joueur progresse dans l'histoire. Les combats peuvent aussi impliquer l'environnement : Spider-Man peut utiliser des objets comme des bouches d'égout ou des murs pour renforcer ses attaques.
Le jeu propose également un système de progression et de personnalisation qui repose sur la collecte de "Jetons", obtenus en accomplissant différentes tâches (missions, défis, crimes résolus). Ces jetons permettent de débloquer et améliorer des gadgets, des costumes, et des compétences. Chaque costume propose une capacité unique, comme l'amélioration de la furtivité ou un gain accru de Focus, mais ces capacités peuvent être combinées avec n’importe quel costume pour personnaliser encore plus l’expérience de jeu.
Le gameplay furtif est également un aspect important du jeu, permettant à Spider-Man d'utiliser ses capacités de mobilité et de gadgets pour neutraliser les ennemis sans être détecté. Cette approche est notamment présente dans certaines missions secondaires et segments mettant en scène Mary Jane et Miles Morales.
En conclusion, Marvel’s Spider-Man offre un système de jeu riche et varié, combinant exploration, combats dynamiques, et personnalisation, le tout dans un monde ouvert vivant. Ces éléments en font l'un des meilleurs jeux de super-héros de ces dernières années.

## Trame

### Univers et contexte

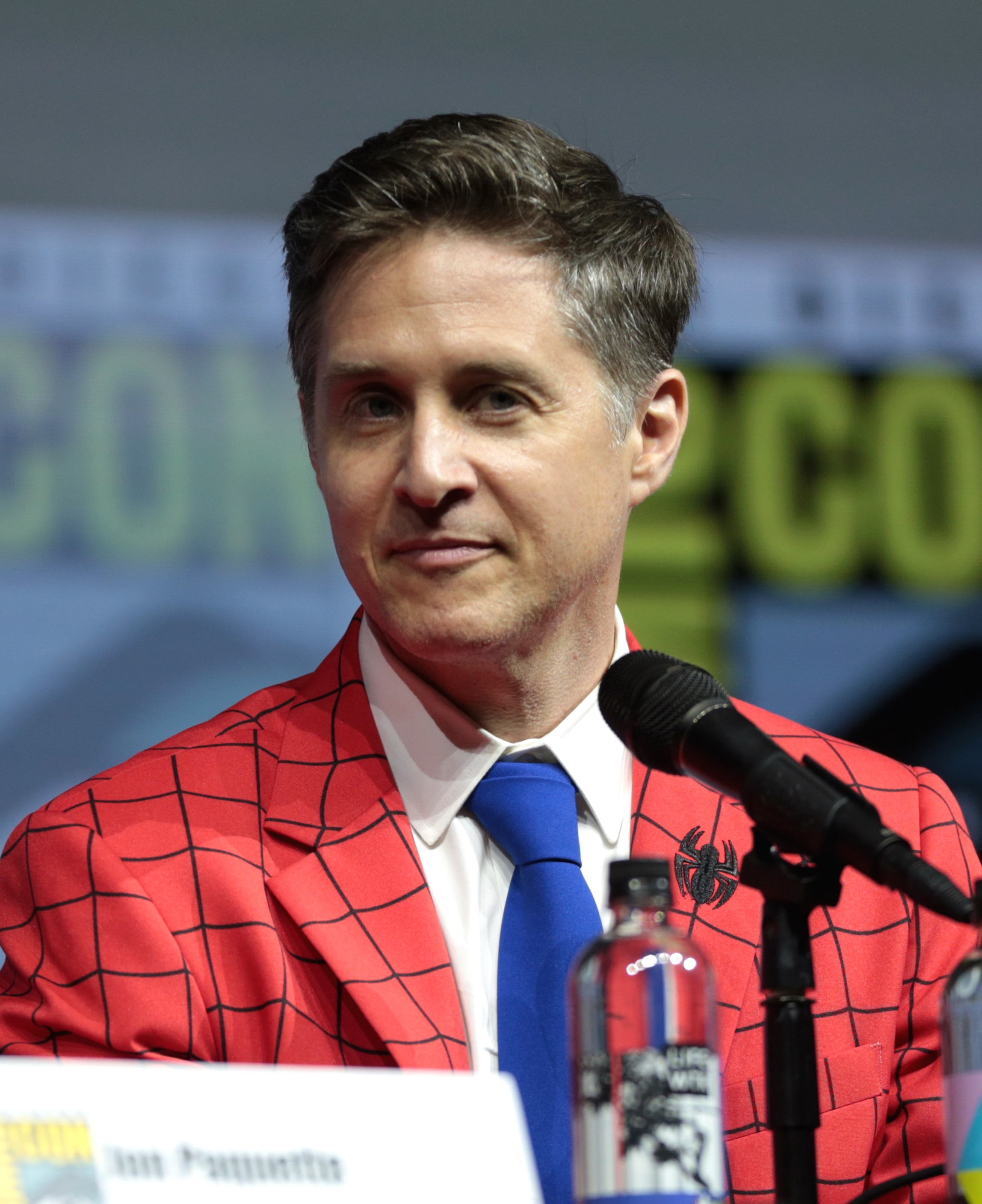
Yuri Lowenthal interprète Peter Parker / Spider-Man pour la première fois.

L'univers du jeu est entièrement créé par Insomniac Games en collaboration avec Marvel Games et ne reprend pas celui des comics et des univers cinématographiques de l'homme-araignée. Certains des personnages du jeu n'ont, de ce fait, pas le même rôle que dans les comics. Néanmoins, certains lieux associés à l'univers des comics de Marvel sont présents.
Les événements se déroulent dans la réalité Earth-1048, Peter Parker (Yuri Lowenthal) est âgé de 23 ans et porte le costume de Spider-Man depuis 8 ans.
Dans la vie civile, Peter est volontaire à F.E.A.S.T, un centre d'hébergement et de réinsertion sociale dirigé par le philanthrope Martin Li (Stephen Oyoung (en)) et dans lequel sa tante May (Nancy Linari (en)) y tient un rôle important. Il travaille en tant qu'assistant pour le Dr Otto Octavius (William Salyers) qu'il considère comme son mentor. Il est assisté par son ancienne copine Mary Jane Watson (Laura Bailey) qui est journaliste pour le Daily Bugle et par la capitaine du NYPD Yuri Watanabe (Tara Platt (en)). Spider-Man rencontre de nombreux personnages dont Miles Morales (Nadji Jeter) ainsi que ses parents, l'officier du NYPD Jefferson Davis (Russell Richardson) qui lui viendra en aide et Rio Morales (Jacqueline Pinol). Norman Osborn (Mark Rolston) est aussi présent dans le jeu. En plus d'être le PDG d'Oscorp, il est également maire de New York. À la suite de certains évènements liés à l'histoire, il engage Silver Sable (Nichole Elise), la cheffe de la  Société militaire privée Sable International.
L'histoire principale amène Spider-Man à affronter de nombreux ennemis, en commençant par Wilson Fisk / Kingpin (Travis Willingham), ainsi que le gang Inner Demons qui travaille pour Mister Negative, un homme pouvant corrompre les gens par le toucher. Spider-Man doit également affronter des ennemis récurrents de la franchise : Electro (Josh Keaton), Rhino (Fred Tatasciore), Scorpion (Jason Spisak (en)), Vulture (Dwight Schultz) ou encore Shocker (Dave B. Mitchell (en)). Plusieurs ennemis sont également présents par l'intermédiaire de quêtes secondaires : Taskmaster (Brian Bloom) est engagé par une organisation afin de savoir si Spider-Man mérite d'être recruté. Il l'engage à réussir différent défis à travers la ville ; Tombstone (Corey Jones) tente de vendre une nouvelle drogue ; et Screwball (Stephanie Lemelin (en)), une artiste d'internet qui a enlevé une personne et créée un jeu de piste à destination de Spider-Man afin qu'il la retrouve tout en le filmant.
D'autres personnages emblématiques sont également présents sans apparaître physiquement : Harry Osborn (Scott Porter), supposé être en vacances en Europe, a laissé plusieurs enregistrements adressés à Peter dans différentes stations de recherches lui demandant de terminer certains de ses travaux ; J. Jonah Jameson (Darin De Paul (en)) anime l'émission de radio Just the Facts
, donnant la parole à certains de ses auditeurs et son avis sur les évènements ; et Black Cat (Erica Lindbeck (en)) qui laisse plusieurs enregistrements sur des lieux qu'elle a cambriolés.
Comme il le fait dans d'autres œuvres Marvel (en), Stan Lee, le cocréateur de Spider-Man, fait un caméo dans le jeu.
Marvel's Spider-Man montre plusieurs lieux et entités fictifs de l'univers Marvel, dont la tour des Avengers, l'ambassade du Wakanda, le cabinet d'avocat de Nelson et Murdock, Alias Investigations ou encore la compagnie Damage Control (en). Il montre également plusieurs lieux et bâtiments du monde réel, l'Empire State Building, le One World Trade Center, le Madison Square Garden ou encore le Chrysler Building.

### Histoire
Peter Parker combat le crime à New York dans le costume de Spider-Man depuis huit ans. Après des années à échouer à le faire traduire en justice, il parvient à arrêter Wilson Fisk. En parallèle, Parker travaille avec le Dr Otto Octavius à développer des prothèses de bras technologiquement avancées qu'ils peinent à mettre au point tout en épaulant sa tante May Parker, bénévole au F.E.A.S.T., une fondation au profit des sans-abris créée par Martin Li, un riche philanthrope.
Alors qu'une période de calme se profile, un nouveau gang apparaît, les démons Intérieurs, qui visent les propriétés de Fisk. Spider-Man constate que les membres du gang manipulent une forme d'énergie sombre qui décuplent leurs forces en plus de leurs accorder certains pouvoirs. Dans sa traque des démons, Parker recroise Mary Jane Watson, son ex-petite amie devenue journaliste au Daily Bugle qui s'intéresse au trafic d'œuvres d'art mené par Fisk ; dans l'une d'elles, Mary-Jane trouve une cachette contenant un dossier à propos du Souffle du Diable, une arme biologique conçue à l'origine comme remède contre les maladies dégénératives. Parker accepte l'aide de Mary-Jane avec réticence, les démons constituant une grande menace.
Ils se retrouvent pour une cérémonie de récompense du policier Jefferson Davis menée par le maire et directeur d'Oscorp Norman Osborn, mais malgré ses pouvoirs, Parker ne peut empêcher un attentat qui tue beaucoup de monde dont Davis. Parker n'a que le temps de surprendre le leader des démons, Mister Negative, qui n'est autre que Martin Li. Peter décide d'aider le fils unique de Davis, Miles Morales, et l'invite à rejoindre le F.E.A.S.T. Osborn engage la milice privée de Silver Sablinova pour assurer l'ordre dans la ville. Peter fouille le bureau de Li et découvre qu'il compte mettre la main sur le Souffle du Diable. Malgré ses efforts, il ne parvient pas à empêcher Li de voler ledit virus, mais parvient, avec l'aide de Mary-Jane, à éviter la contamination dans Grand Central Station et envoyer Li au Raft. Parker voit également Octavius s'enfoncer peu à peu dans une obsession d'étendre le concept de ses prothèses en un harnais portant quatre membres tentaculaires contrôlés directement par son esprit, et de prendre sa revanche sur Osborn. Ce dernier, autrefois son ami, l'ayant trahi. Octavius lance finalement son assaut sur Ryker's Island et le Raft, permettant la libération des prisonniers et d'ennemis de Spider-Man comme le Vautour, le Rhino, le Scorpion, Electro et Mister Negative. Les différents vilains s'unissent sous le nom de Sinister Six et parviennent à défaire Spider-Man avant que le Docteur Octavius ne libère le Souffle du Diable sur Times Square.
Les contaminés sont nombreux, dont Tante May. Le chaos règne dans la ville et Osborn déclare la loi martiale avant de s'enfermer dans son laboratoire pour mettre au point un remède au Souffle du Diable. Spider-Man doit arrêter les prisonniers évadés, les forces de Sable qui arrêtent des innocents injustement et les super-vilains qui opèrent directement sous les ordres d'Octavius. En s'infiltrant dans le penthouse d'Osborn, Mary-Jane découvre que le Souffle du Diable a été conçu à l'origine en tant que remède  pour guérir un Harry Osborn souffrant d'une maladie dégénérative qui a déjà tué sa mère, mais aussi qu'enfant, Martin Li fut un des sujets de test du remède : dans l'expérience qui s'ensuivit, le futur Mister Negative a acquis ses prodigieuses facultés tout en assassinant sans le vouloir ses parents. Finalement Mary-Jane trouve l'emplacement du laboratoire où est développé le remède. Spider-Man s'y rend, convainquant Silver Sable de le laisser passer. Il vainc Li avant d'être violemment battu par Octavius, qui quitte les lieux avec le remède tout en enlevant Osborn.
Blessé, Parker se construit une tenue renforcée pour se donner l'espoir d'avoir une chance d'être au même niveau qu'Octavius. Ce dernier se trouve au sommet de la tour d'Oscorp, d'où il voulait forcer Osborn à avouer ses crimes en le menaçant de mort. Au cours de l'affrontement, Octavius révèle qu'il sait que Peter est Spider-Man. L'araignée parvient de justesse à sortir vainqueur du combat et laisse Octavius vaincu, malgré le fait que celui-ci lui ait dit qu'ils peuvent faire tomber les hommes comme Osborn s'ils unissait leurs forces, ce que Peter refuse, respectant la valeur de son défunt oncle Ben tout en exprimant sa déception sur ce qu'Otto est devenu. La dose de remède étant trop faible, Peter doit choisir entre sauver May qui se trouve dans un état critique, ou la laisser mourir pour permettre une plus grande production de vaccins. Il se résout à laisser mourir May, qui lui révèle qu'elle savait que son neveu était Spider-Man et qu'elle est fière de lui. Trois mois après l'enterrement de May, New York est redevenue calme, Peter et Mary-Jane décident de se remettre en couple.
Une scène inter-générique révèle que Miles dispose désormais de pouvoirs similaires à ceux de Parker (il a été mordu plus tôt au cours du jeu par une araignée génétiquement modifiée ramenée involontairement des appartements d'Osborn par Mary Jane lors d'une de ses missions) ; quand il les montre à Peter, celui-ci lui révèle qu'il est Spider-Man. La suivante montre Otto emprisonné au Raft. Une scène post-générique montre Norman Osborn retourner à son laboratoire observer l'évolution de l'état de Harry, plongé dans une cuve dans un état comateux, avec une substance en forme de toiles noires. Quand Osborn pose la main sur la vitre, la substance, un symbiote, réagit.

### Personnages
Peter Parker / Spider-Man : Personnage principal du jeu. Élevé par son oncle Ben et sa tante May après la disparition de ses parents, c’est à l’âge de 15 ans que le lycéen Peter Parker s’est fait mordre par une araignée radioactive qui lui a donné les pouvoirs d’une araignée. Guidé par les derniers mots de son oncle Ben : « Un grand pouvoir implique de grandes responsabilités », il devient le justicier connu sous le nom de Spider-Man mettant ses pouvoirs au service des autres. Après 8 ans d'activité, il est devenu un justicier expérimenté.
Mary-Jane « MJ » Watson : Elle est l’ex-petite-amie de Peter, personnage jouable dans le jeu. Connaissant son identité secrète, tous les deux ont été ensemble pendant deux ans. Mais elle a rompu à cause de sa surprotection. Courageuse, têtue et intrépide, elle est journaliste d’investigation, elle n’hésite pas à se mettre en danger pour avoir un scoop. Elle mène une enquête sur le gang des Démons et sur le souffle du Diable.
May Parker : C’est la Tante de Peter et c’est la seule famille qui lui reste. Depuis la mort de son mari, c'est Peter qui veille sur elle. Elle travaille au centre F.E.A.S.T, un refuge pour SDF, dirigé par Martin Li.
Yuri Watanabe : Capitaine de police et amie de Spider-Man. Elle est sa principale alliée dans les forces de l’Ordre.
Martin Li / Mister Negative : Martin Li dirige un centre de sans-abri, le centre F.E.A.S.T, un homme que May respecte beaucoup. Mais derrière ce philanthrope plein de bonnes intentions, se cache un homme rempli de haine contre le maire Norman Osborn et de douleur pour la perte de ses parents. Il est capable convertir une personne à sa volonté en la touchant et absorber leur énergie vitale.
Otto Octavius / Docteur Octopus : Il est l’employeur et le mentor de Peter. Vieil ami de Norman Osborn et cofondateur d’Oscorp, il a quitté Oscorp à cause des expériences immorales de Norman. Avec Peter, il travaille sur des prothèses améliorées. Mais sa rancœur contre Norman devient une obsession, il recrute plusieurs super-vilains pour détruire l’empire de Norman.
Norman Osborn : PDG d’Oscorp, maire de New-York. Père d’Harry Osborn, le meilleur ami de Peter.
Miles Morales : Personnage jouable dans le jeu. C'est un lycéen de 15 ans qui est un grand fan de Spider-Man et un passionné de science. Son père policier est tué lors de l’attentat à l’hôtel de ville. Dans son désespoir, Peter lui propose de travailler au F.E.A.S.T.
Silver Sablinova : Elle dirige une entreprise internationale de mercenaire en Symkarie, « Sable International ». Elle est engagée par Osborn pour assurer sa protection contre Martin Li et ensuite pour maintenir l’ordre pendant la diffusion du souffle du diable. Elle n’apprécie pas les interventions de Spider-Man dans ses opérations.
Harry Osborn : C'est le meilleur ami de Peter et de MJ. Il n'est pas présent dans le jeu, il est dit qu'il est en voyage en Europe. Il a laissé des stations pour que Peter puisse vérifier la qualité de l'environnement.
Wilson Fisk : Surnommé Le Caïd, il a dirigé le monde criminel de New York pendant de nombreuses années. Il a plusieurs fois échappé à la justice, avant d'être finalement battu et capturé par Spider-Man au début du jeu.
J. Jonah Jameson : Ancien rédacteur en chef du Daily Bugle. Il anime l'émission "Etat de faits". Il ne manque jamais une occasion de discréditer Spider-Man. Il invente n'importe quelques excuses pour rendre Spider-Man le principal responsable des malheurs de la ville.
Felicia Hardy / Black Cat : Spider-Man et Black Cat ont connu une histoire d’amour et ont été partenaires dans la lutte contre le crime. Elle n’est pas présente dans l’histoire principale mais elle laisse des jeux de piste pour Spider-Man. Dans les DLC, Hammerhead l’a recrutée pour voler les clés USB des autres parrains de la Maggia, contenant toutes leurs finances.
Max Dillon / Electro : Electro est l’un des ennemis récurrents de Spider-Man, contrôlant l’électricité. Le docteur Octopus le fait libérer de la prison Raft en échange de son aide pour détruire l’empire de Norman Osborn.
Adrian Toomes / Vulture : Vulture est l’un des ennemis récurrents de Spider-Man, équipé d’un armure lui permettant de voler. Le docteur Octopus le fait libérer de la prison Raft en échange de son aide pour détruire l’empire de Norman Osborn.
Alexei Sytsevich / Rhino : Le Rhino est l’un des ennemis récurrents de Spider-Man, emprisonné dans une armure de Rhinocéros. Le docteur Octopus le fait libérer de la prison Raft en échange de son aide pour détruire l’empire de Norman Osborn.
MacDonald « Mac » Gargan / Scorpion : Mac Gargan est l’un des ennemis récurrents de Spider-Man, équipé d’une armure de Scorpion pouvant cracher du venin avec sa queue. Le docteur Octopus le fait libérer de la prison Raft en échange de son aide pour détruire l’empire de Norman Osborn.
Hermann Schultz / Shocker : Equipé d’une combinaison pouvant lancer de puissantes ondes sonores, c’est l’un des premiers ennemis à affronter dans le jeu.
Hammerhead : C'est l'un des Dons de la Maggia. Il est très ambitieux, il espère devenir le seul unique maître du crime de New-York. Après le départ de Fisk et l'épidémie du souffle du diable, il récupère la technologie de Sable et à renverser les autres Dons de la Maggia.

## Développement
En 2014, le projet naît d'une décision de Marvel Games de sortir un jeu vidéo édité par Sony Interactive Entertainment. À la suite de cela, Sony demanda à Insomniac Games, si celui-ci était en accord pour travailler avec Marvel Games. Insomniac Games accepta la proposition et vit s'offrir la possibilité de choisir l'univers et le personnage qu'il souhaitait parmi l'ensemble du catalogue de super-héros de Marvel. Spider-Man est alors le premier jeu sous licence développé par Insomniac Games, tandis que le studio américain avait l'habitude de créer ses propres licences telles que Spyro (1998), puis Ratchet and Clank (2002) et encore Resistance (2006). En parallèle du jeu vidéo, Marvel Studios – filiale de Marvel Games – décida de produire un nouveau film centré sur le personnage de comics de Spider-Man et baptisé Spider-Man : Homecoming. Pour autant, le jeu vidéo d'Insomniac Games n'est pas une adaptation de ce film, puisqu'il raconte sa propre histoire. En effet, Jay Ong, le PDG de Marvel Games explique lui-même « que [la société] a donné la liberté à Insomniac Games de raconter leur propre histoire. On va travailler avec eux, embrasser leur vision et les aider à mener à bien leur projet ». Par ailleurs, au cours du projet en 2017, Spider-Man était déjà prévu comme le premier épisode d'une série.
Bryan Intihar, producteur de Sunset Overdrive – autre jeu du studio –  et ancien animateur de communauté en ligne d'Insomniac Games, est le directeur créatif du projet. Dans une interview accordée à Jeuxvideo.com lors de la PGW 2017, il revient notamment sur les fondements du jeu en expliquant que « notre idée était surtout de développer un jeu avec une histoire et des personnages intéressants ». En ce qui concerne le gameplay, le studio s'est en partie inspiré des meilleurs éléments de jeu de ses précédents opus tels que Sunset Overdrive et Ratchet and Clank. Brian Horton rejoint le studio Insomniac Games à partir du 1er janvier 2018, où il prend immédiatement part au dessein en tant que directeur de la conception. Le jeu est réalisé à partir d'une version modifiée du moteur de jeu de Sunset Overdrive, un précédent jeu du studio conçu en exclusivité pour la Xbox One.
Le développement du jeu prend fin en juillet 2018.

### Promotion et commercialisation
C'est en 2016, lors de la conférence de l'E3 de Sony, que le jeu est présenté pour la première fois à travers une bande-annonce.
À l'occasion de l'E3 de 2017, la conférence de Sony se clôt par une vidéo d'une durée de 9 minutes présentant le gameplay de Spider-Man. La date de sortie est alors fixée pour l'année 2018, en exclusivité sur PlayStation 4, et compatible avec la version Pro. Un second trailer de gameplay est dévoilé au cours de la PGW 2017, montrant cette fois-ci le personnage de Mary Jane lors de séquences d'investigation et d'infiltration. Dès lors, plus aucune information n'émane sur le projet, jusqu'à janvier 2018, où le studio dévoile via un tweet que le jeu est en phase de test. À ce moment, Gameblog suppose que le jeu sera « une exclusivité de poids » à Sony.
Début avril 2018, Sony profite de l'interview de Bryan Intihar parue dans un numéro de Game Informer (et dont le jeu figure sur la première page de couverture du magazine), afin de dévoiler la date de sortie au 7 septembre 2018. L'éditeur dévoile également une édition collector.
Avec son passage remarqué à l'E3 2018, Spider-Man est l'un des rares jeux à avoir été présenté trois fois lors de cet événement annuel. En effet, c'est lors de l'E3 2016 que le jeu a été présenté pour la première fois, suivi d'une vidéo de gameplay pour l'E3 2017.

### Contenu liés

#### The City that Never Sleeps
Début 2018, dans un contexte où l'utilisation de micro transactions est de plus en plus utilisé par les éditeurs de jeux vidéo au sein des productions AAA, Insomniac Games, quant à lui, rejette catégoriquement ce modèle économique. Au contraire, le studio mise sur des chapitres additionnels payants (DLC), lancés après la sortie du jeu. Une semaine avant la sortie du jeu, l'annonce de trois chapitres additionnels, regroupé sous le nom The City that Never Sleeps (La Ville qui ne dort jamais) est faite par James Stevenson, agissant comme principal porte-parole d'Insomniac Games.
Marvel's Spider-Man a eu trois contenus téléchargeables, The Heist (Le Braquage), Turf Wars (Guerre de territoire) et Silver Lining (Le bon côté), tous trois connectés et regroupés sous le nom The City that Never Sleeps (La Ville qui ne dort jamais). Le premier épisode The Heist est sorti le 23 octobre 2018 et montre le retour de Felicia Hardy / Black Cat (Erica Lindbeck (en)) tentant d'accomplir plusieurs cambriolages, ce qui l'amène en conflit avec la Maggia dont un de ses membres, Hammerhead (Keith Silverstein (en)),. Le père de Felicia, Walter Hardy (en) (Daniel Riordan), est également présent, ainsi que Screwball (Stephanie Lemelin (en)) qui lance à Spider-Man plusieurs défis à travers la ville. Cette dernière est également présente dans les 2 autres épisodes. Le deuxième épisode, Turf Wars, est sorti le 20 novembre 2018 et montre Spider-Man et Yuri Watanabe  (Tara Platt (en)) voulant stopper Hammerhead de prendre le contrôle de la Maggia. Le troisième et dernier épisode, Silver Lining, est sorti le 21 décembre 2018 et montre le retour de Silver Sable (Nichole Elise) qui tente de récupérer ses technologies qui sont tombées entre les mains de la Maggia.

#### Comics
- Marvel's Spider-Man : The Art of the Game'[37] (2018)
- Spider-Man: Hostile Takeover[37] (2018)
- Spider-Geddon  (2018) : Une suite au comics Spider-Verse (en) (2014)[38].
- Spider-Man: City at War (2019) : Le comics adapte l'histoire du jeu tout en introduisant de nouveaux évènements[39].
- Spider-Man: Velocity (2019) : Spider-Man affronte Swarm (en) et tandis que Mary-Jane Watson travaille avec Ben Urich (en)[40]
- Spider-Man: The Black Cat Strikes (2020) : Le comics adapte les évènements de The City That Never Sleeps tout en approfondissant la relation entre Spider-Man et Black Cat[41].

### Marvel's Spider-Man Remastered
Marvel's Spider-Man Remastered, un portage remasterisé de Spider-Man, comprend le jeu original et son contenu téléchargeable gratuit, le contenu téléchargeable payant La ville qui ne dort jamais, trois costumes supplémentaires, des trophées supplémentaires et de nouveaux ajouts au mode photo. Ces trois costumes supplémentaires comprennent le costume porté dans le film The Amazing Spider-Man (2012) et deux costumes originaux conçus par Insomniac, le costume Arachnid Rider et le costume Armored Advanced. Les joueurs peuvent également transférer leurs fichiers de sauvegarde de la version PlayStation 4, ce qui leur permet de reporter leur progression sur le remaster. Il propose également de nombreuses textures mises à jour, des améliorations graphiques et des performances accrues, la prise en charge des capacités audio 3D de la console, un "chargement quasi instantané " permis par le support SSD et la prise en charge du retour haptique de la manette DualSense. Le remaster modifie également le modèle facial de Peter Parker, qui passe de John Bubniak à Ben Jordan, afin selon Insomniac de mieux correspondre à la capture faciale de Yuri Lowenthal.
Marvel's Spider-Man Remastered est sorti pour la PlayStation 5 dans certains territoires le 12 novembre 2020, avec une sortie plus large le 19 novembre. Il n'était initialement disponible que dans le cadre de l'Ultimate Edition de Marvel's Spider-Man : Miles Morales, une mise à jour numérique payante de l'édition standard étant également disponible. Le 6 décembre 2021, Insomniac a annoncé deux nouveaux costumes pour la version, tous deux basés sur les costumes portés dans le film Spider-Man: No Way Home (2021), qui seraient disponibles le 10 décembre via des mises à jour. Un portage de Remastered pour Windows développé en collaboration avec un autre studio partenaire de PlayStation, Nixxes Software, est sorti sur Steam et l'Epic Games Store le 12 août 2022, apportant de plus par rapport à la version PS5 le Ray Tracing. Spider Man Remastered est devenu disponible en tant qu'achat autonome sur PS5 le 4 mai 2023.

## Bande-son
La bande son originale du jeu a été imaginée et composée par John Paesano, un compositeur de musique de film, comme Le Labyrinthe : La Terre Brûlée. Il y a 27 musiques dans le jeu.

## Accueil

### Critiques
Marvel's Spider-Man est à l'unanimité favorablement accueilli par la presse spécialisée, qui fut autorisée à publier ses avis et notes trois jours avant la sortie du jeu. Les sites de compilations de notes comme Metacritic et GameRankings enregistrent respectivement un score moyen de 87 % et 89,65 %, en se basant au moins sur une cinquantaine de critiques différentes,.

### Distinctions
Depuis l'annonce du jeu lors de l'E3 2016, Marvel's Spider-Man est très attendu aussi bien par les joueurs que les journalistes,,. Par exemple, fin 2017, à l'occasion des The Game Awards, Spider-Man concourt dans la catégorie des jeux les plus attendus de l'année 2018, aux côtés de The Last of Us Part II, Red Dead Redemption 2, Monster Hunter: World et God of War, bien qu'il ne parvienne pas à remporter le lauréat. Aussi, lors des Game Critics Awards durant l'E3 2018, le jeu est désigné « meilleur jeu d'action/aventure » et « meilleur jeu sur console » du salon. De même, à l'issue de la gamescom 2018, en août, Spider-Man est nommé dans la catégorie « meilleur jeu d'action », tandis qu'il est récompensé d'un lauréat comme étant le « meilleur jeu sur PlayStation 4 ».

## Postérité
Selon les déclarations datant du début de année 2019 de Bryan Intihar, le directeur de la création d'Insomniac Games, ce dernier serait chargé du développement de la suite Marvel's Spider-Man 2
Lors de la soirée de révélation de la PlayStation 5, le 11 juin 2020, Insomniac Games révèle la sortie de Marvel's Spider-Man: Miles Morales sur la console. Après avoir été présenté comme une suite, puis une extension du remaster de Marvel's Spider-Man sur la nouvelle console, les développeurs ont finalement précisé que le titre serait un standalone.